# Isabelle de Bourbon

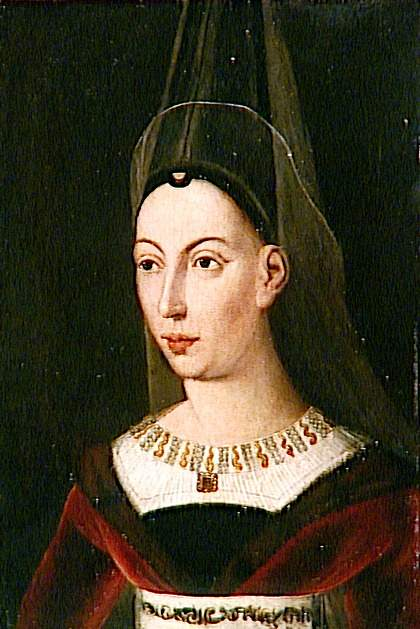
Porträt Isabelle de Bourbons eines anonymen Malers, 16. Jh.

Isabelle de Bourbon, span. Isabel de Borbón (* 1437; † 25. September 1465 in Antwerpen) war durch Heirat mit Karl dem Kühnen von 1454 bis 1465 Herzogin von Burgund.

## Leben
Isabelle kam als zweite Tochter und damit fünftes Kind von Herzog Charles I. de Bourbon und seiner zweiten Frau Agnes von Burgund zur Welt.
Sie heiratete am 30. Oktober 1454 in Lille ihren Cousin Karl den Kühnen, Graf von Charolais, einziger legitimer Sohn des Herzogs Philipp des Guten von Burgund. Für Karl war dies die zweite Ehe. Seine erste Frau, Katharina von Valois, war gestorben, als er 13 Jahre alt war. Die Ehe soll glücklich gewesen sein, obwohl Karl eine Ehe mit Margareta von York vorgezogen haben soll. Karl war jedoch durch den Vertrag von Arras zwischen seinem Vater und dem französischen König verpflichtet, eine Prinzessin aus dem französischen Königshaus zu heiraten.
Maria von Burgund, das einzige überlebende Kind Karls des Kühnen, entsprang der Ehe mit Isabelle. Sie wurde am 13. Februar 1457 in Brüssel geboren. Isabelle starb am 25. September 1465 in der Abtei Sankt Michael in Antwerpen, wahrscheinlich an Tuberkulose. In der Abteikirche befand sich bis zu deren Zerstörung ihr monumentales Grabmal.